# Phaselis
Phaselis is een oud-Griekse stad in de Turkse provincie Antalya, enkele kilometers ten zuiden van Kemer.
Phaselis werd rond 700 v.Chr. door Rhodiërs gesticht op een schiereiland in de Middellandse Zee. Het werd al snel een belangrijk handelscentrum voor handel met Griekenland, Egypte, Cyprus en Fenicië.
De stad werd samen met de rest van het huidige Turkije veroverd door de Perzen. Alexander De Grote voegde het gebied in de vierde eeuw v.Chr. toe aan zijn wereldrijk en na zijn dood kwam het achtereenvolgens in Egyptische, Rhodische en uiteindelijk in Romeinse handen als onderdeel van het Lycisch Verbond en later van de provincie Lycia (42 v.Chr).
In de eerste eeuw v.Chr. werd Phaselis net als de andere steden aan de Lycische kust belaagd door piraten. De stad werd veroverd door piraten onder Zekenites maar terug ontzet door de Romeinen in 78 v.Chr.
Onder Byzantijnse heerschappij werd Phaselis een bisschopszetel, maar doordat de stad onder de zeeroverij en malaria bleef lijden kon zij nooit de status van weleer bereiken. Vanaf de 11de eeuw verviel de stad doordat de Seltsjoeken zich meer en meer op Alanya en Antalya gingen richten als handelsstad.
Momenteel vormen de ruïnes van Phaselis een toeristische trekpleister waar men tussen de ruïnes van het strand kan genieten. De stranden van de baaien aan weerskanten van het schiereiland worden druk bezocht door Turkse toeristen. De ruïnes worden doorsneden door een brede hoofdstraat waarlangs men onder andere twee badhuizen en een theater aantreft (iets hoger op de helling). Ook het aquaduct dat de stad met een bron op het landinwaarts gelegen plateau verbond, is nog gedeeltelijk te zien.

Plattegrond